# Smocza Jama (Krakau)
Die Höhle Smocza Jama (deutsch: Drachenhöhle) ist eine Höhle im Massiv des Wawels in den südlichen Ausläufern des Krakau-Tschenstochauer Jura in der Altstadt der ehemaligen polnischen Hauptstadt Krakau. Sie liegt unmittelbar oberhalb der Weichsel.

## Lage und Beschreibung
Die Höhle ist 276 Meter lang und hat eine Niveaudifferenz von 15 Metern. Sie hat zwei Öffnungen auf einer Höhe von ca. 205 m n.p.m., eine unmittelbar am Fluss und die andere auf der Burgmauer des Wawels. Die Höhle war bereits in der Steinzeit bewohnt. Sie besteht aus drei großen Kammern. In der Höhle befand sich in der frühen Neuzeit zeitweise ein von Jan Andrzej Morsztyn beschriebenes Wirtshaus und sogar ein Bordell. Deswegen wurden die Höhleneingänge mehrfach zugemauert.

## Etymologie
Der Name lässt sich als Drachenhöhle übersetzen und spielt auf die Legende des Wawel-Drachen an, der in der Höhle gehaust haben soll.